# Игнатов, Николай Фёдорович
Николай Фёдорович Игна́тов (1914—1967) — советский государственный и политический деятель, 1-й секретарь Орловского обкома КПСС (1960—1965).

## Биография
Родился 21 мая (3 июня по новому стилю) 1914 года в Московской губернии в семье крестьянина, русский.
В 1934 году окончил Московский трамвайный техникум, с этого же года — курсант военно-морского авиационного училища. В 1934—1942 годах служил в РККА, был участником Великой Отечественной войны. Член ВКП(б)/КПСС с 1939 года.
В 1942 году начал свою государственно-политическую карьеру и прошел следующие ступени:
- в 1942—1946 годах — секретарь районного комитета ВКП(б) (Москва);
- в 1946—1949 годах — председатель Исполнительного комитета районного Совета в Москве;
- в 1948 году окончил Высшую партийную школу при ЦК ВКП(б) (заочно);
- в 1949—1952 годах — 1-й секретарь Бауманского районного комитета ВКП(б) (Москва);
- в 1952—1954 годах был заведующим Отделом Московского городского комитета КПСС;
- с 1954 по январь 1956 года — секретарь Московского областного комитета КПСС;
- с 28 января по июль 1956 года — 2-й секретарь Московского областного комитета КПСС;
- с 25 февраля 1956 года по 29 марта 1966 года — член ЦК КПСС;
- с 25 июня 1956 года по 10 марта 1959 года — председатель Исполнительного комитета Московского областного Совета;
- с марта 1959 по январь 1960 года — заместитель начальника Управления СНХ Московского областного экономического административного района;
- с 12 января 1960 по 25 октября 1965 года был 1-м секретарём Орловского областного комитета КПСС;
- с 8 декабря по 27 декабря 1962 года одновременно был председателем Организационного бюро Орловского областного комитета КПСС по сельскохозяйственному производству;
- с октября 1965 по 26 апреля 1967 года (день смерти) был заместителем министра машиностроения для лёгкой и пищевой промышленности и бытовых приборов СССР.

Был депутатом Верховного Совета СССР 4, 5 и 6 созывов.
Умер 26 апреля 1967 года в Москве. Похоронен на Новодевичьем кладбище (6 участок, 34 ряд).